# Intrust Bank Arena
Intrust Bank Arena is een multifunctionele arena voor 15.004 zitplaatsen in Wichita, Kansas, Verenigde Staten. Het gebouw is gelegen in het centrum van Wichita.
De arena beschikt over 22 suites, twee feestsuites en meer dan 300 premium zitplaatsen. Het is de thuisbasis van de Wichita Thunder van de ECHL en de Wichita Force van de CIF. Het is de op een na grootste overdekte arena in de staat Kansas, na de Allen Fieldhouse, die plaats biedt aan 16.300 personen.